# Pierre-Olivier Mattei
Pour les articles homonymes, voir Mattei.
Pierre-Olivier Mattei est un acteur et un scénariste français.

## Filmographie (sélection)

### comme acteur
- 2015 : Les Deux Amis de Louis Garrel : Le psychiatre
- 2005 : Le Petit Lieutenant de Xavier Beauvois : Le médecin légiste
- 2003 : Il est plus facile pour un chameau... de Valeria Bruni Tedeschi : un homme au cinéma

### comme scénariste
- 2012 : Camille redouble de Noémie Lvovsky

## Distinctions

### Nominations
- César 2013 : César du meilleur scénario original pour Camille redouble